# 환성사
환성사는 경상북도 경산시 하양읍 팔공산 자락에 있는 대한불교조계종 사찰이다. 제10교구 본사인 은해사(銀海寺)의 말사이다.

## 역사
역사는 시대별로 다음과 같다.

### 남북국시대
- 835년(통일신라 흥덕왕 10년) : 심지왕사(心地王師)가 창건하였다.

### 고려시대
- 고려 말 : 불타버렸다가, 다시 중창하였다.

### 조선시대
- 1635년(인조 13년) : 신감대사(神鑑大師)가 중건하였다.
- 1897년(광무 1년) : 긍월대사(亘月大師)가 중창하였다.

### 대한민국
- 1973년 : 대웅전을 해체 보수하였다.
- 1982년 : 명부전을 지었다.
- 1995년 : 요사채인 감로당(甘露堂)을 지었다.

## 당우
대웅전(大雄殿), 명부전(冥府殿)·심검당(尋劒堂)·성전암(聖殿庵)·수월관(水月觀)·산령각·천태각 등이 있다.

## 소장 문화재
- 경산 환성사 대웅전 - 보물 제562호
- 경산 환성사 수월관 - 경상북도 문화재자료 제615호
- 경산 환성사 대웅전 수미단 - 경상북도 유형문화재 제439호
- 경산 환성사 방형석조 - 경상북도 유형문화재 제440호

1. ↑  김, 위석. “환성사 (環城寺)”. 《한국민족문화대백과사전》. 한국학중앙연구원. 2023년 5월 19일에 확인함. 경상북도 경산시 하양읍 팔공산(八公山)에 있는 남북국시대 통일신라의 승려 심지왕사가 창건한 사찰. 대한불교조계종 제10교구 본사인 은해사(銀海寺)의 말사이다.
2. ↑  김, 위석. “환성사 (環城寺)”. 《한국민족문화대백과사전》. 한국학중앙연구원. 2023년 5월 19일에 확인함. 835년(흥덕왕 10)에 심지왕사(心地王師)가 창건하였고, 고려 말에 불타버린 것을 그 뒤 다시 중창하였으며, 1635년(인조 13) 신감대사(神鑑大師)가 중건하였고, 1897년(광무 1)에 긍월대사(亘月大師)가 중창하였다. 1973년 대웅전을 해제 보수하였고, 1982년에 명부전을, 1995년에 요사인 감로당(甘露堂)~
3. ↑  김, 위석. “환성사 (環城寺)”. 《한국민족문화대백과사전》. 한국학중앙연구원. 2023년 5월 19일에 확인함. 현존하는 당우로는 대웅전을 비롯하여 명부전(冥府殿)·심검당(尋劒堂)·성전암(聖殿庵)·수월관(水月觀)·산령각·천태각 등이 있다.